# Pilar Cabot i Vila
Pilar Cabot i Vila (Vic, 27 de setembre de 1940 – 20 de maig de 2017) fou una escriptora catalana. Va ser autora de poesia, narrativa per a nens i adults i contes. Fins i tot s'han escenificat algunes de les seves obres. Entre la primavera de 1965 i la tardor de 1985 va regentar la seva pròpia llibreria, CLAM. Va coordinar les Tertúlies amb poetes, activitat literària on en un ambient propici es treballa amb autèntic rigor l'obra dels poetes més diversos. Les tertúlies es duen a terme a la Biblioteca Joan Triadú, de Vic, i han impulsat la creació d'una col·lecció —Col·lecció La Biblioteca— que, en tres volums antològics, recull els treballs fets fins a la data. També va ser autora de nombroses crítiques literàries, comentaris de llibres, pròlegs, guions i articles a la premsa. Participà en tertúlies radiofòniques i televisives. Era sòcia d'honor de l'Associació d'Escriptors en Llengua Catalana.

## Obra
Tota la seva obra està escrita en català. Destaca la seva obra per la riquesa verbal, el ritme, la musicalitat i el constant pòsit reflexiu del seu contingut. És una lírica de l'experiència, de l'amor, de la voluntat de captar el present. La naturalesa és un ingredient que acompanya a tot moment els poemaris de Pilar Cabot.
| «                 | La poesia de Pilar és fonamentalment individualitzada i circula de dins cap a fora. Vull dir que sempre depèn del temps interior que viu l'autora i que es projecta d'una manera clara sobre la seva obra poètica. Viure i després escriure. Aquesta és la ruta que bàsicament constitueix la trajectòria de la seva poesia | » |
| — Armand Quintana | |   |

Algunes de les seves obres:
- Avui estimo Baudelaire (1988)
- Color de vida (biografia d'Assumpta Montaner, 1988)
- Balcó de guaita (1989)
- Ombres de mots i de silencis (1992)
- La plàcida mirada de Guerau (1995)
- Setge (1998)
- Amb veu d'amic CD (1999)
- La gelada barana del pont (1999)
- Vol ballar un tango amb el meu, senyor Vivaldi? (2000 i 2ª ed. 2002)
- A l'ombra del semàfor (en coautoria amb el seu marit, Armand Quintana, 2001)
- Els versos obstinats (2003)
- Que hi ha algú? (traducció, 2003)
- Àncores o ales? (2004)
- gaTonades il·lustrades (2007)
- Els rossinyols insomnes (2008)
- Tríptic de Sant Josep (2008)
- El cançoner d'en Marcel (2011)
- O no (juntament amb J. Sala i A. Carrera, 2011)
- La remor d'un molt antic silenci (2011-12)
- El cançoner d'en Marcel-Partitures (2012)
- El niu transparent (2014)

## Premis i reconeixements
- 1983: La Gent del Llamp de narrativa: Amèrica i altres contes[1]
- 1987: Festes Pompeu Fabra de Cantonigròs de poesia: Avui estimo Baudelaire[1]
- 1990: Caterina Albert i Paradís: Ombres de mots i de silencis[1]
- 1995: Montseny: La plàcida mirada de Guerau[1]